# Српска православна црква у Бачкој Тополи
Српска православна црква у Бачкој Тополи припада Епархији бачкој Српске православне цркве. Црква посвећена Светом пророку Илије саграђена је и освештана 1940. године, од стране епископа бачког Иринеја.

## Историја
Парохија бачкотополска је основана после Првог светског рата, када су солунски добровољци са Добруџе и Кајмакчалана, одлуком тадашњих државних власти почели насељавати пределе у плодној и мирној Бачкој, нарочито у срезу бачкотополском. Средивши своје основне материјалне проблеме, још не привикнути на нове услове поднебља и живота, изразили су жељу за оснивањем цркве. Тадашњи епископ бачки др Иринеј Ћирић, схвативши ову жељу као оправдану, поставља 1921. године за свештеника новоосноване парохије Георгија Угришића, који почиње стварати ову парохију и црквену општину у коју су улазила сва колонистичка места около Бачке Тополе.
У почетку су се света богослужења служила у сали Грађанске школе све до 1932. године када је завршена изградња зграде Богомоље што је садашњи Светосавски дом. Доласком за пароха бачкотополског Петра Димитријевића настаје сређенији рад на подизању Цркве и парохијског стана. Захваљујући његовом залагању у овом раду, а уз обилату помоћ његових сарадника Милоја Стајића и Димитрија Дебељевића као и многих других, отпочела је и са успехом завршена акција сакупљања добровољних материјалних прилога.
Велико разумевање у овој акцији показали су и помогли министри Захарије Станковић и господин Бешлић, као и Бан Дунавске бановине Светислав Рајић, који су обилним новчаним прилозима углавном допринели да се изгради храм у Српско-византијском стилу, налик на тробродну базилику. 
Иконостас је дрвени, делимично резбарен. Иконе за иконостас радио је Александар Џигурски из Бечеја по узору на великог српског сликара Уроша Предића.
Зидно сликарство је новијег датума, радове је изводило више уметника на челу са Радославом Прокићем из Крагујевца и Димитријем Риђичким у периоду 
од 1993 до 1998. године.
Саграђена и освећена црква није дуго служила својој сврси. За мање од годину дана у њој је утихнуло молитвено појање и свака друга активност. Након почетка Другог светског рата и уласка Мађара у Југославију долази до тоталне депортације свих оних који нису били рођени у Бачкој. Тако је ова тек основана парохија остала без својих верника. Верници су били исељени из својих кућа и депортовани у логоре Шарвар, Б.Топола и Баја или прогнани у Србију.
Новоизграђени српски православни храм преузимају месни римокатолици и преуређују у своју богомољу. У поседу римокатолика била је све до ослобођења 1. априла 1945. године када је одлуком Епископа бачког др Иринеја Ћирића постављен за свештеника Мирослав Саџаков дотадашњи парох у Гардиновцима. Повратком из логора српскога живља, парохија наставља свој живот. Храм је генерална обновљен од 1993. до 1998. године.
Доласком за пароха бачкотополског Србислава А.Стојанова, 1. децембра 2004. године почело се учесталије радити на рестаурацији, обнови постојећих просторија и подизању новог парохијског стана. Од тада до данас је урађено: подигнут је нови парохијски стан, обновљена кровна конструкција, санитарни чвор, део унутрашњих просторија и фасада старог Светосавског дома , Црква је обложена гранитом, у њој уведена нова расвета и постављена климатизација.
Бачкотополски пароси:
- од  1945 – 1979. Мирослав Саџаков
- од 1979 -  2004. Милан Остојић
- од 2004 – данас  Србислав А. Стојанов